# Psychotria ankasensis
Psychotria ankasensis là một loài thực vật có hoa trong họ Thiến thảo. Loài này được J.B.Hall miêu tả khoa học đầu tiên năm 1980.

## Hình ảnh

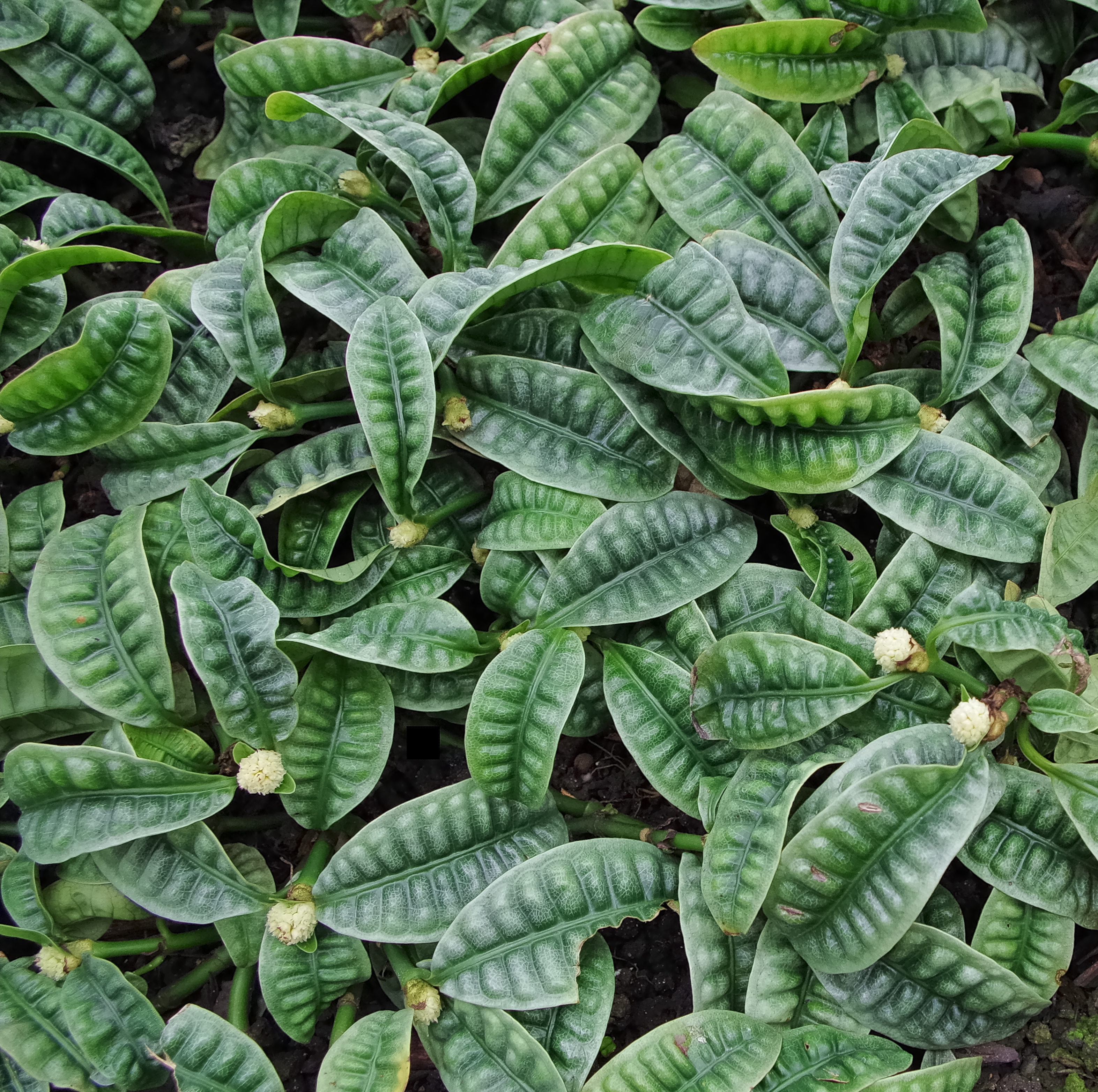
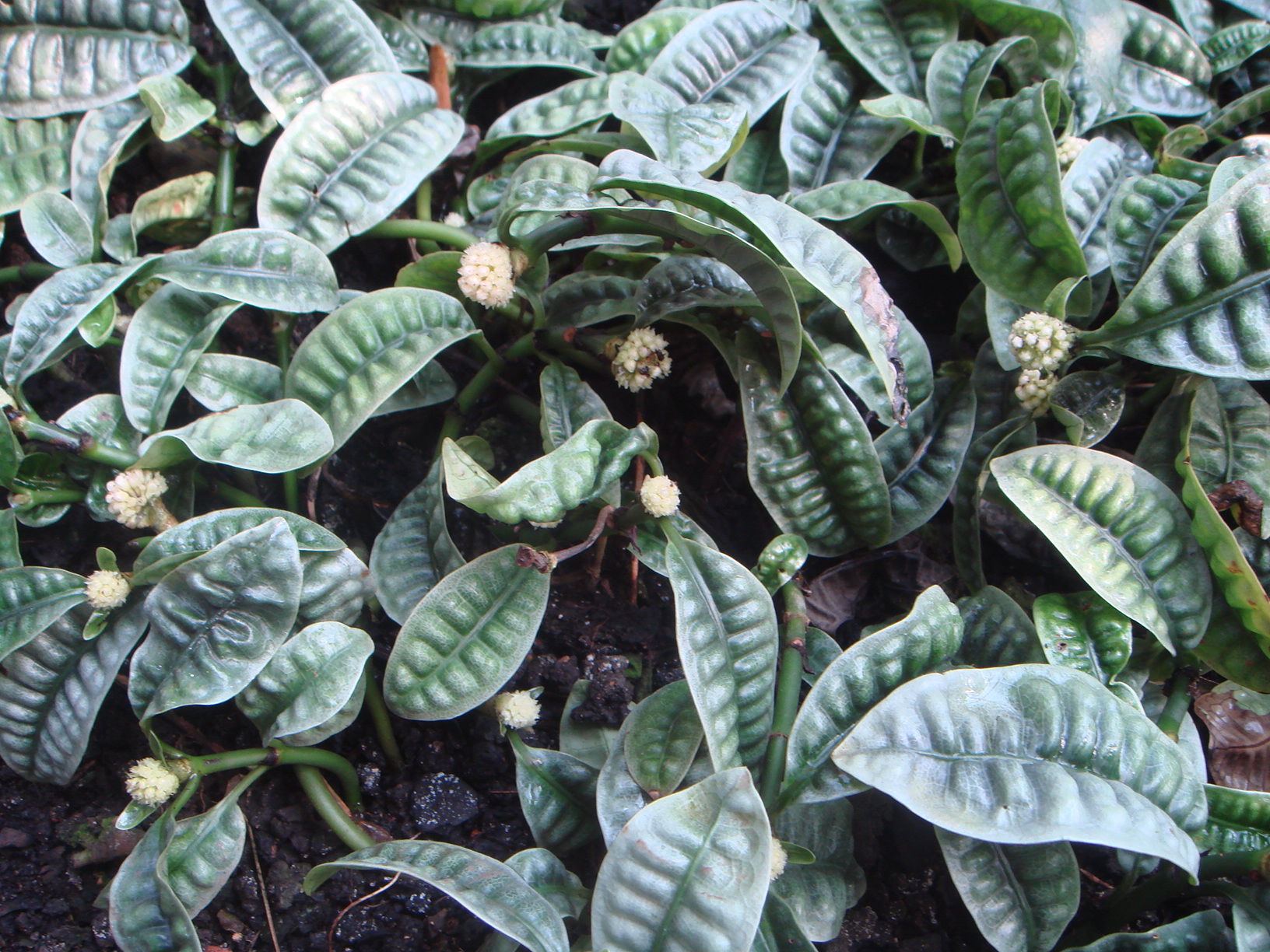
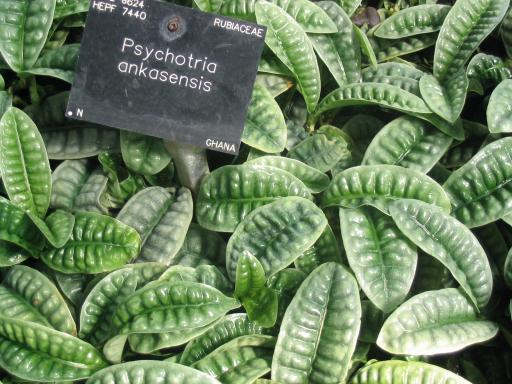